# 馮提莫
馮提莫（1991年12月19日—），中國女歌手及主播，本名冯亚男，重庆市万州区人。

## 演藝生涯
馮提莫出生於四川省万县地区万县市（今重庆市万州区），畢業於重慶市萬州區電報路小學、重慶市萬州區第二中學，高中於重慶市萬州區第三中學就讀，大學則畢業於北京師範大學珠海分校。2014年9月，冯提莫因在斗鱼直播平台玩游戏的时候为观众演唱几首歌，开始了其网络主播的生涯。馮提莫刚出道当主播時曾遭父親強烈反對，最後在爺爺2,000元人民幣的資助下才得以進行。
進入直播界後，馮提莫与周二珂、大表姐、陈一发儿有“斗鱼F4”之稱。2016年9月，馮提莫翻唱蔡健雅的专辑《说到爱》的《别找我麻烦》；12月，她翻唱王菲的歌曲《你在终点等我》；12月12日，馮提莫为电影《28岁未成年》演唱片头曲《你不懂我》；12月24日，馮翻唱任素汐的歌曲《我要你》。
2017年1月，馮提莫为手游演唱主题曲《一念》；5月時参加在武汉举行的斗鱼嘉年华线下活动；同年6月30日，她发行个人首張单曲《识食物者为俊杰》，该歌曲由暗杠创作并担任制作人；8月30日，馮再发行第二張单曲《识龙虾啤酒火锅等夜食者为俊杰》，该歌曲改编自《识食物者为俊杰》；10月6日，馮提莫翻唱暗杠的歌曲《沈洁洁》；同年12月時，馮提莫为电影《前任3：再见前任》演唱同名宣传曲《再见前任》；12月7日，馮受邀出席第三届V影响力峰会暨微博游戏红人盛典，获得「十大影响力游戏大V」；12月21日，再受邀出席第六届搜狐时尚盛典的颁奖典礼，获得「年度最火主播奖」；12月30日，馮提莫首度参加湖南卫视综艺节目《快乐大本营》，并演唱《小鸡哔哔》。馮提莫於2017年度賺進人民幣3,000萬元，亦曾有粉絲單次打賞人民幣160萬元。
2018年至2019年初，馮提莫除了持續發行個人單曲作品，亦多方參與活動、擔任代言。2月18日起，馮提莫陸續发行《佛系少女》、《玻璃糖》的独唱版、《哼》、《边走边爱》、《吹海风》、《青空》、《既视感》等个人单曲；此外，亦有包括电影《解码游戏》的片尾曲《梦的游戏》、与小峰峰合作的手機遊戲《部落冲突：皇室战争》宣传主題曲《左手》、網路奇幻古裝剧《将夜》的插曲《心形宇宙》，以及电影《天气预爆》插曲《superstar》等為影視作品和遊戲演唱的作品。活動代言方面，2018年5月3日，冯提莫受邀参加共青团重庆市委“青年好声音”比赛的启动仪式，并担任重庆共青团宣传工作推广大使。7月12日，她担任重庆小姐大赛总决赛的评委。同年8月3日，参加第九届秦岭大熊猫旅游节暨音乐节公益演出。9月21日，馮提莫参加“乡村振兴”系列直播，并担任重庆市合川区旅游推广大使。至同年10月時，馮提莫接受了重慶日報報業集團旗下上游新聞的邀請，出任“上游新聞青春大使”。這是自9月馮提莫參加由政府相關部門主辦的“鄉村振興”公益直播，並擔任推廣大使之後，再一次參與家鄉的旅遊產業發展。10月15日，受邀擔任中国冰壶公开赛开幕式表演嘉賓。12月31日，参加北京卫视跨年冰雪盛典演唱《佛系少女》。
在此期間，馮提莫斬獲數個榮譽獎項。2018年1月13日，她获頒「斗鱼年度盛典颁奖典礼」的「年度十大巅峰主播奖」；3月22日，获得「克劳锐第二届中国新媒体峰会」的「最有影响力主播奖」；11月3日，她受邀出席「流行金曲排行榜」年度典礼，拿下「最流行年度最佳新人奖」。2019年1月6日，冯提莫受邀参加第一届「Q China 2018年度音乐盛典」，获得「最佳社交媒体音乐人奖」。
2019年2月4日、5日，冯提莫為時尚雜誌《领客LINK》拍攝的攝影作品登上纽约时代广场纳斯达克廣告螢幕。同年12月19日，冯提莫宣布签约Bilibili，她将成为Bilibili的主播。2022年12月，她与Bilibili直播合约到期，暂停直播活动。
2023年7月，其在一次采访中表示自己罹患甲状腺癌晚期，已完成手术，但术前未告诉父母。她还表示手术很成功。 由於她的腫瘤離聲帶、喉返神經非常近，手術前醫生表示切除腫瘤有可能會傷及聲帶令她不能唱歌。手術後她一度聲音沙啞，後來在跟老師練習下成功恢復聲線。

## 爭議
2018年5月，事件被指為另一名直播主「軒子巨2兔」的助理所傳出，消息曝光後，軒子巨2兔表示從未說過關於那些性愛照片的言論，並表示自己是被人陷害抹黑，對於馮提莫和土豪的事情一無所知。馮提莫的工作室透過律師發表聲明，澄清網路上的謠言並非事實，要求網友停止散佈不實消息，否則將採取法律行動。經過諸多事件，馮提莫的人氣仍保持在200萬以上。後來，網路上流傳一部聲稱是馮提莫與「乾爹」同床的影片，大部分看過的網民表示影片中女主角並非馮提莫，只是有些神似，因馮提莫身高僅150公分左右，但影片中女子的身高目測約170公分，體型並不相符。
同年6月，據央視報導，江苏省鎮江市公安局京口分局經濟犯罪偵查大隊破获一起职务侵占罪案。报导指，2017年2月，一名的王姓會計被發現涉嫌侵占公司款項，贊助打賞給多名直播主女網紅，甚至曾一天儲值50萬元人民幣，單筆打賞160萬元人民幣，挪用公款總計約930萬元人民幣。經濟犯罪偵查大隊副大隊長董貝冰表示，王姓會計每周都到上海和女主播約會，並入住當地頂級飯店，單次花費最多達數十萬元人民幣，因此直播平台裡許多人都誤以為王姓會計是富二代。相關媒體新聞畫面顯示，該名王姓會計為5月事件中的「富二代乾爹」，而收到較高額打賞的網紅雖然已打上馬賽克遮蔽，但網友認出是馮提莫。王姓會計接受調查後沒多久，在上海某賓館試圖自殺，但自殺不成被警方帶回。法院審理後，王姓會計因職務侵占罪於一審被判處有期徒刑7年、沒收財產20萬元人民幣，且須歸還侵占款項給公司。对此冯提莫於2017年5月的直播影片回应称清者自清，表示自己的收入頗高，家境也不差，不可能以這種方式發展男女關係；她並告诫粉丝不要以不當方式贊助送錢，最后表示考慮尋求管道将款項退還王姓會計。然而王姓会计表示自己無法取回贊助的礼物钱，亦有律师认为无法强制主播退还钱款。
同年7月2日，馮提莫接受《網易娛樂》專訪時首度正式回應，承認自己收受王姓會計價值160萬元人民幣的打賞禮物，她表示兩人只在一次於KTV舉辦的主播聚會活動上見面，沒有私下約見和聯繫，更無任何男女關係。馮提莫表示自己身為網紅主播，無法個別深入了解網友的職業背景和打賞款項來源，在透過媒體報導得知王姓會計涉侵吞公款後，於第一時間主動聯繫直播平台，尋求還款方式。平台對馮提莫回應表示，由公司統一處理相關事宜，馮強調自己十分願意配合退款事項，並等待平台給予回應。

## 音樂作品

### 個人專輯
| 專輯名稱   | 發行公司 | 發行日期     | 專輯曲目                                                                       |
| ---------- | -------- | ------------ | ------------------------------------------------------------------------------ |
| 馮提莫     | 北京唱謠 | 2019年9月3日 | 沈潔潔 佛系少女 玻璃糖 哼 邊走邊愛 吹海風 青空 既視感 元氣滿滿 看到風 三局兩勝 |
| Minimanimo |          | 2020年5月7日 | Minimanimo (feat. Haee)[prod. Advanced]                                        |

### 原唱作品
| 歌曲名稱                                     | 作詞者           | 作曲者        | 發行日期       |
| 你不懂我(電影《28岁未成年》片頭曲)           | 甘世佳           | 張寶宇        | 2016年12月9日  |
| 一念(手遊《鎮魔曲》主題曲)                   | 聖月櫻淚         | 胡多多&楊文昭 | 2017年1月19日  |
| 識食物者為俊杰                               | 暗杠&肆格張&竹君 | 暗杠          | 2017年6月30日  |
| 沈潔潔                                       | 暗杠             | 暗杠          | 2017年10月6日  |
| 再見前任(電影《前任3:再見前任》同名宣傳曲)   | 孟令楠           | 劉洲          | 2017年12月20日 |
| 我們之間(電視劇《我站在橋上看風景》插曲      | 林喬             | 宋濤          | 2018年1月23日  |
| 佛系少女                                     | 朱鴿             | 朱鴿          | 2018年2月18日  |
| 玻璃糖                                       | 成方言           | 徐梦圆        | 2018年2月27日  |
| 哼                                           | 姚燁             | 姚燁          | 2018年4月30日  |
| 邊走邊愛                                     | 余佳運           | 余佳運        | 2018年6月9日   |
| 夢的遊戲(電影《解碼遊戲》片尾曲)             | 武靖             | 胡波          | 2018年7月16日  |
| 左手（和小峰峰合唱，手游《皇室戰爭》宣傳曲） | 小峰峰           | 小峰峰        | 2018年8月1日   |
| 吹海風                                       | Leo1Bee          | Leo1Bee       | 2018年8月30日  |
| 青空                                         | 冪雅             | 冪雅          | 2018年9月30日  |
| 既視感(After Love 系列的第一首歌)            | 徐良             | 徐良          | 2018年11月1日  |
| 心形宇宙(電視劇《將夜》插曲)                 | 代岳東、閆立嚴   | 代岳東        | 2018年11月23日 |
| 元氣滿滿                                     | 朱鴿             | 朱鴿          | 2019年2月5日   |

## 榮譽獎項
| 獎項名稱                                           | 舉辦單位             | 獲獎日期       |
| 十大影響力遊戲大V                                  | 新浪微博             | 2017年12月7日  |
| 年度最火主播獎                                     | 搜狐娛樂             | 2017年12月22日 |
| 第一届斗鱼年度盛典十大巅峰主播奖                   | 斗鱼直播             | 2018年1月13日  |
| 克勞銳中國新媒體峰會最有影響力主播                 | 克勞銳新媒體峰會     | 2018年3月22日  |
| 流行金曲排行榜最流行年度最佳新人獎                 | 流行金曲排行榜協會   | 2018年11月3日  |
| 第一届Q China 2018年度音乐盛典最佳社交媒体音乐人奖 | Q China              | 2019年1月6日   |
| 第二届 中国演出行业协会“直播+演艺”推广大使         | 中国演出行业协会     | 2018-02-27     |
| 第三届 克劳锐中国新媒体峰会年度最具商业价值自媒体  | 克劳锐中国新媒体峰会 | 2019-03-21     |
| 第三届 克劳锐中国新媒体峰会年度最受欢迎跨界音乐人  | 克劳锐中国新媒体峰会 | 2019-03-21     |
| 第三届 克劳锐中国新媒体峰会年度最具影响力主播      | 克劳锐中国新媒体峰会 | 2019-03-21     |
| 《佛系少女》                                       | 东方风云榜十大金曲   | 2019-03-25     |
| “年度人气飞跃歌手”                                 | 2019流行音乐年度盛典 | 2019-05-06     |
| “内地年度热门单曲”                                 | 2019流行音乐年度盛典 | 2019-05-06     |

## 外部連結
- 馮提莫的Instagram帳戶
- 馮提莫的新浪微博
- YouTube上的馮提莫頻道
- 馮提莫的X（前Twitter）
- 馮提莫的哔哩哔哩个人空间
- 馮提莫的Twitch频道
- 馮提莫的網易雲音樂頁面 （页面存档备份，存于）